# Tori Murden
Victoria Murden McClure, detta Tori (Brooksville, 6 marzo 1963), è una sportiva statunitense.

## Biografia
Fu nel 1999 la prima donna ad attraversare l'oceano Atlantico a remi in solitaria, esperienza che durò 81 giorni e dalla quale nacque il libro A Pearl in the Storm. How I Found My Heart in the Middle of the Ocean. Divenne anche la prima donna a raggiungere sugli sci il polo sud, dopo una traversata di 700 chilometri, e a scalare il monte Lewis Nunatak, un Nunatak dell'Antartico.